# Sajkásszentiván
Sajkásszentiván (szerbül Шајкаш / Šajkaš, németül Schajkasch-Sentiwan) falu Szerbiában, a Vajdaságban, a Dél-bácskai körzetben, Titel községben.

## Fekvése
Újvidéktől keletre, Sajkásgyörgye, Tiszakálmánfalva, Kabol és Tündéres közt fekvő település.

## Története
Sajkásszentiván (Kovilszentiván, Szentiván, S. Johannes) nevét 1308-ban említette először oklevél Sancto Iwan néven.
1318-ban a Szentiványiak birtoka volt, akik itteni öröklött birtokuk felét a Bekenyi nevű rokonaiknak adják. A Bekenyiek az adományozó oklevelet 1325-ben a titeli káptalan előtt átiratták. A birtok a Titel közelében fekvő Disznód (Disznódsára) mellett volt.
1910-ben 3061 lakosából 102 magyar, 1249 német, 1694 szerb volt. Ebből 100 római katolikus, 1193 evangélikus, 1689 görögkeleti ortodox volt.
A trianoni békeszerződés előtt Bács-Bodrog vármegye Titeli járásához tartozott.
A második világháború után német lakosságát kitelepítették, s még utolsó emléküket, a település evangélikus templomát is lebontották.

## Népesség

### Demográfiai változások
| 1948 | 1953 | 1961 | 1971 | 1981 | 1991 | 2002 | 2011 |
| ---- | ---- | ---- | ---- | ---- | ---- | ---- | ---- |
| 2237 | 2391 | 2825 | 2987 | 3541 | 3828 | 4550 | 4374 |